# Довжина вільного пробігу
Довжина́ ві́льного пробі́гу або середня довжина вільного пробігу — середня відстань, яку долає частинка за проміжок часу між зіткненнями з іншими частинками. 
Позначається зазвичай літерою l. Вимірюється в одиницях довжини.
Довжина вільного пробігу є важливою характеристикою кінетичних процесів у газах, рідинах та твердих тілах. Вона специфічна для комбінації матеріалу та типу частинки. 
Для носіїв заряду в твердому тілі довжина вільного пробігу набагато перевищує період кристалічної ґратки, оскільки завдяки квантовому характеру свого руху носії заряду (електрони провідності та дірки) не розсіюються ідеальною ґраткою, а лише дефектами та іншими носіями.

## Зв'язок із часом релаксації
Між довжиною вільного пробігу, часом релаксації τ та середньою швидкістю частинки {\displaystyle \langle v\rangle } справедливе співвідношення
{\displaystyle l=\langle v\rangle \tau }.

## Зв'язок із перерізом розсіювання
Для зовнішніх частинок, що розсіюються в середовищі з густиною розсіювачів n довжина вільного пробігу визначається формулою
{\displaystyle l={\frac {1}{n\sigma }}},
де σ — повний перетин розсіяння.
Для розсіювання атомів газу з розподілом Максвелла, формула зв'язку з перетином розсіювання набирає вигляду: 
{\displaystyle l={\frac {1}{{\sqrt {2}}n\sigma }}}.